# 水鳥の生態
『水鳥の生態』（みずとりのせいたい、原題：Water Birds）は、1952年に公開されたウォルト・ディズニー・プロダクション製作の記録映画。

## 解説
水鳥の生態を様々な映像で捉える。嘴や身体を変形させ、自然に順応してきた水鳥の生きる知恵を明らかにし、更に接食習慣や求愛行動を描き出す。

## スタッフ
- 製作：ウォルト・ディズニー、ロイ・O・ディズニー
- 脚本：ウィンストン・ヒブラー、テッド・シアーズ、ウィリアム・オーティス
- 音楽：ポール・J・スミス
- 美術：ジョン・ヘンチ
- 音響監督：ハロルド・J・ステック
- 特殊効果：アブ・アイワークス
- 監督：ベン・シャープスティーン

## キャスト
- ナレーション：ウィンストン・ヒブラー